# Silfra-Spalte
Koordinaten: 64° 15′ 17″ N, 21° 7′ 8″ W

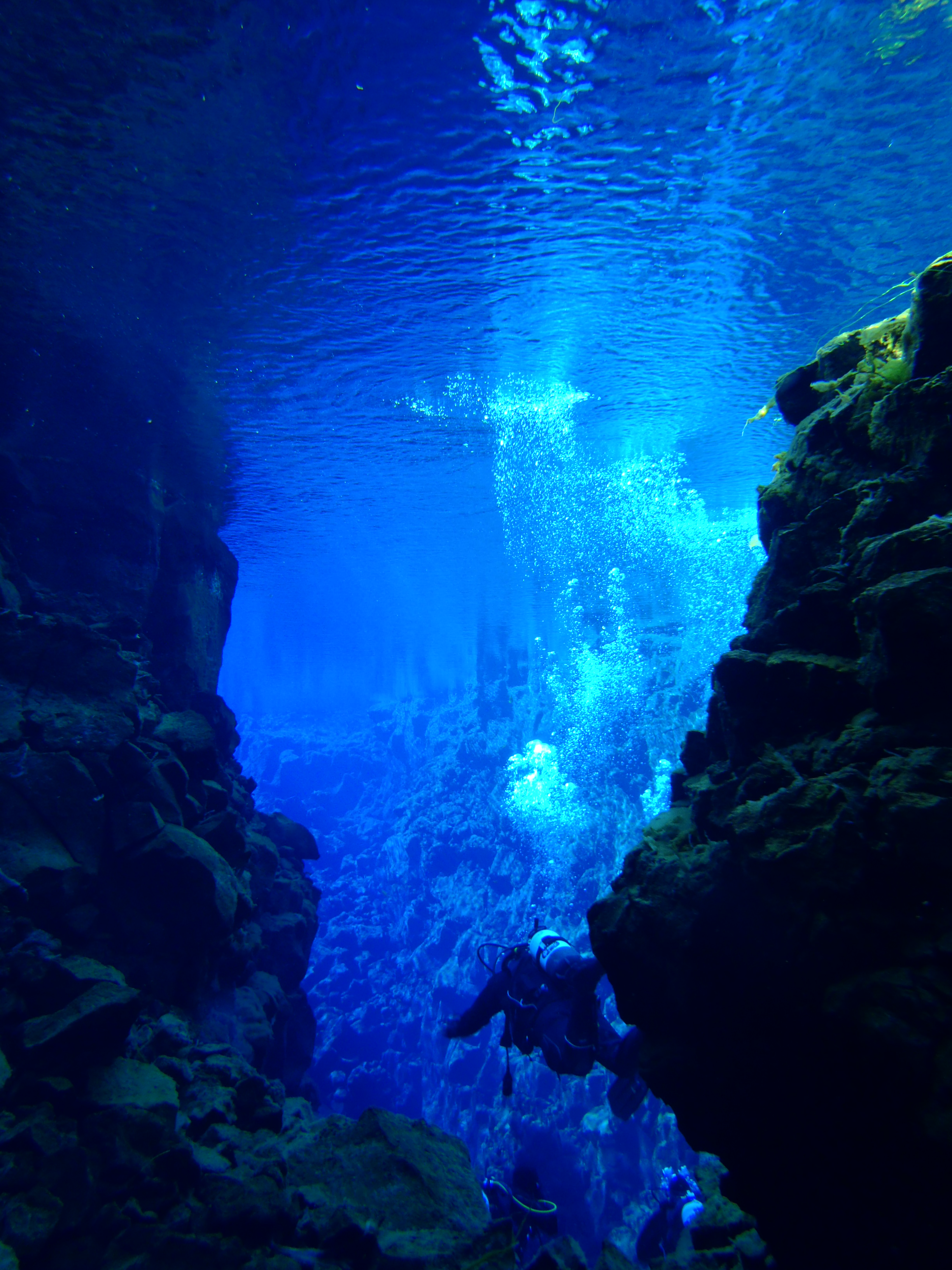
Taucher in der Silfra-Spalte

Die Silfra-Spalte (von isl. Silfra ‚Silberne Frau‘) ist eine spaltenförmige, kilometerlange Verwerfung im isländischen Þingvellir-Nationalpark, die in den Þingvallavatn mündet. Entstanden ist die Spalte durch das Auseinanderdriften der Nordamerikanischen und der Eurasischen Platte. Sie wird jährlich um rund 7 mm breiter. Ihr tiefster Punkt liegt 63 m unter dem Meeresspiegel.

Karte Islands mit dem Mittelatlantischen Rücken. Die Silfra-Spalte befindet sich im Südwesten beim Þingvellir

Die Spalte liegt in Basalt-Gestein und weist an beiden Seiten ein weit verzweigtes Höhlensystem auf. Sie steht voll Wasser und wird gespeist durch das Schmelzwasser des 50 km entfernten Langjökull. Das Wasser benötigt etwa 30 bis 100 Jahre, um die 50 km Strecke durch poröses Lavagestein zu durchfließen. Durch das Gestein wird das Wasser zudem gefiltert. 
Aufgrund des klaren Wassers ist die Silfra-Spalte ein beliebtes Tauchgebiet – trotz einer Wassertemperatur von nur 2–4 °C. Tauchern und Schnorchlern bietet sich die Silfra-Spalte jedoch nicht nur wegen der Lavafeldformationen und des kristallklaren Wassers an, sondern auch wegen ihrer besonderen Lage: sie liegt auf der Nahtstelle zwischen den Kontinentalplatten von Amerika und Europa. Man hat bis zu 100 Meter Sicht unter Wasser.